# Cimó II

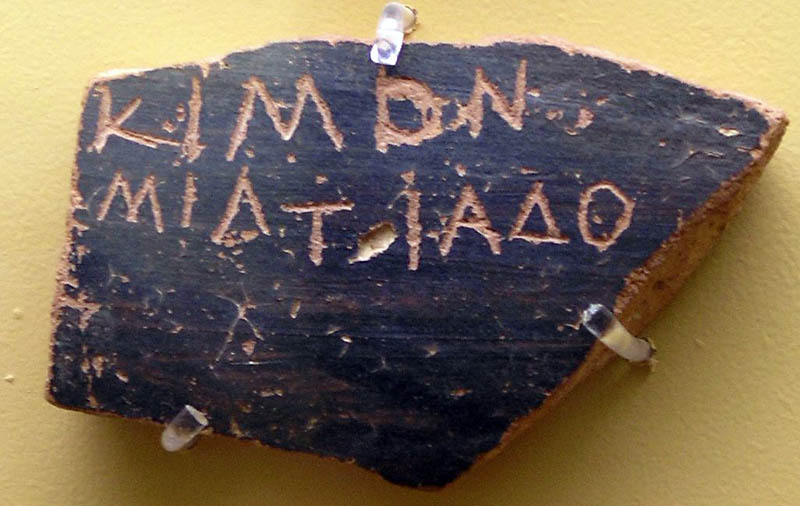
Lòstracon amb el nom de Cimó II, que va servir per enviar-lo a l'exili.

Cimó II (en llatí Cimon, en grec antic Κίμων "Kímon") fou un general atenenc, fill de Milcíades II i d'Hegesípila.
A la mort del seu pare cap a l'any 489 aC, i per enterrar el seu cos, va pagar la multa de 50 talents i va ocupar el seu lloc a la presó (la presó fou voluntària però el deute s'heretava legalment). La multa la va pagar amb els diners de Càl·lies d'Atenes, que es va casar amb Elpinice, germana de Cimó II.
Després de la batalla de Platea Aristides se'l va emportar amb ell. El 477 aC al front d'un contingent atenenc sota la direcció suprema de Pausànies i va conquerir la fortalesa d'Eïon començant així l'establiment de la supremacia atenenca i obrint la regió a la colonització per part d'Atenes. Aquest fet va ser reconegut pels seus conciutadans i se li van dedicar tres busts d'Hermes on hi havia inscrits poemes triumfals.
El 476 aC va expulsar de l'illa de Esciros als pirates dolops i hi va establir una colònia. A l'illa es van descobrir els suposats restes de Teseu i els va portar a Atenes el 468 aC, segons Plutarc i Pausànies. Segurament també va dirigir la conquesta de Carist i de Naxos, segons Tucídides.
El 466 aC al front d'una flota aliada de 350 vaixells, es va trobar a la costa asiàtica amb la flota persa, la va derrotar i va capturar 200 vaixells, va perseguir els que fugien i en un segon combat al riu Eurimedó d'Atenes (Eurymedon) va derrotar a la resta, i encara a la nit va derrotar a 80 vaixells de reforç que venien de Fenícia, segons Plutarc. Després va aconseguir l'expulsió dels perses del Quersonès, incorporant el territori a Atenes. La pau de Càl·lies, negociada per Càl·lies II a instàncies de Cimó, va suposar el final de la campanya.
Sobre l'any 465 aC es va revoltar l'illa de Tasos però Cimó la va dominar el 463 aC. Mentrestant, el 464 aC es va produir un terratrèmol a Esparta i la revolta dels ilotes en aquest estat, i es van enviar una o dues expedicions des d'Atenes en ajut del govern espartà, sota les ordres de Cimó. Sembla que el 463 aC va ometre socórrer als colons atenencs de la regió de l'Estrímon, que havien estat derrotats pels tracis, i això li va costar un judici, però en va resultar absolt.
El trencament amb Esparta va provocar la pèrdua de la seva influència, sobretot quan Efialtes i Pèricles van imposar la reducció de l'autoritat de l'aristocràtic areòpag. Sembla que en aquell moment Cimó va ser al desterrament per ostracisme, i tot seguit, el 457 aC, un exèrcit espartà es va presentar a Tanagra i els atenencs van anar a trobar-los. Cimó va demanar participar en la lluita però els generals atenencs s'hi van negar. Va demanar als seus amics que reivindiquessin el seu nom, i uns cent d'ells, a la batalla, van col·locar la panòplia de Cimó entremig d'ells, i van lluitar fins a morir. L'any 454 o 453 aC una moció de Pèricles el va fer tornar a Atenes i va negociar la treva de 5 anys amb Esparta que va començar el 450 aC.
El 449 aC va sortir amb 200 vaixells cap a Xipre en una expedició contra els perses, i d'allí a Egipte. Estava assetjant Citium quan va ser ferit i va morir, però les seves forces encara van poder derrotar a una flota de fenicis i cilicis, completada amb una victòria sobre les forces de terra.
Se sap que va pagar de la seva butxaca la construcció de les muralles del Pireu. Es va casar primer amb Elpinice, una germanastra seva, fins que Càl·lies li va demanar per casar-se amb ella. Després amb Isodice (filla d'Euriptòlem, el cosí de Pèricles) i encara amb una dona arcàdia. Va deixar tres fills, Lacedemoni, Eleu i Tessal. Altres referències li atorguen més fills (Milcíades III, Cimó III i Peisanax).